# Stausee Žermanice
Der Stausee Žermanice (tschechisch Žermanická přehrada) befindet sich 5 km südlich von Havířov und 7 km nordöstlich von Frýdek-Místek (Tschechien) in einer Höhe von 290 m n.m. und gehört zum Katastergebiet der Gemeinden Žermanice, Soběšovice, Dolní Domaslavice, Horní Domaslavice, Dolní Tošanovice und Lučina. Die Höchsttiefe erreicht 28 m. Das Wasser dient zur Wasserversorgung von Industriebetrieben in der Region Ostrava (Nová huť, Biocel Paskov) sowie zur Erholung (Wassersport, Fischen, Campingplätze, Ferienheime).
Der Stausee wurde am Fluss Lučina in den Jahren 1951 bis 1957 erbaut. Da der Zufluss nicht ausreichend war, wurde 1959 noch der Kanal Morávka-Žermanice vom Fluss Morávka  bei Raškovice bis nach Vojkovice angelegt, von dem der Stausee zusätzlich eingespeist wird. Für die Bewohner der überfluteten Gebiete wurde am Ufer die Gemeinde Lučina gegründet.
Die Staumauer ist eine rund 36 m hohe Gewichtsstaumauer aus Beton.